# Evensen Nunatak
Evensen Nunatak är en nunatak i Antarktis. Den ligger i Västantarktis. Argentina, Chile och Storbritannien gör anspråk på området. Toppen på Evensen Nunatak är 18 meter över havet.
Terrängen runt Evensen Nunatak är mycket platt. Trakten är obefolkad. Det finns inga samhällen i närheten.